# 18659 Megangross
18659 Megangross è un asteroide della fascia principale. Scoperto nel 1998, presenta un'orbita caratterizzata da un semiasse maggiore pari a 2,7587550 UA e da un'eccentricità di 0,0518065, inclinata di 2,18828° rispetto all'eclittica.